# Rózsás rigótangara
A rózsás rigótangara (Rhodinocichla rosea) a madarak osztályának verébalakúak (Passeriformes) rendjébe és a tangarafélék (Thraupidae) családjába tartozó Rhodinocichla nem egyetlen faja. A családon belüli elhelyezkedése még  nem tisztázott.

## Előfordulása
Mexikó nyugati részén, valamint Costa Rica, Panama, Kolumbia és Venezuela területén honos. A természetes élőhelye szubtrópusi és trópusi síkvidéki és hegyi erdők és bokrosok. Állandó nem vonuló faj.

## Alfajai
- Rhodinocichla rosea beebei Phelps & Phelps, 1949
- Rhodinocichla rosea eximia Ridgway, 1902
- Rhodinocichla rosea harterti Hellmayr, 1918
- Rhodinocichla rosea rosea (Lesson, 1832)
- Rhodinocichla rosea schistacea Ridgway, 1878[2]

## Megjelenése
Átlagos testhossza 20 centiméter.

## Életmódja
A talajon keresgéli gerinctelenekből álló táplálékát.